# دانشگاه دولتی سمرقند
دانشگاه دولتی سمرقند (SamSU) (ازبکی: Samarqand Davlat Universiteti (SamDU)؛ روسی: Самаркандский государственный университет) یک دانشگاه دولتی واقع در شهر سمرقند در ازبکستان است که در ۲۲ ژانویه ۱۹۲۷ بنیانگذاری شد. این دانشگاه بیشتر به نام دانشگاه سمرقند شناخته می‌شود.